# Hemibos
 (novembre 2021).
Genre
Hemibos est un genre fossile de bovidés ayant vécu entre le Pléistocène inférieur et le Pléistocène moyen. Ses restes fossiles ont été mis au jour en Asie et en Europe.

## Liste d'espèces
- †Hemibos acuticornis (Falconer & Gautley, 1868)
- †Hemibos antelopinus (Falconer & Gautley, 1868)
- †Hemibos galerianus (Petronio & Sardella, 1998)
- †Hemibos gracilis Qiu, 2004
- †Hemibos triquetricornis Falconer, 1865 − espèce type

## Classification
Le nom valide complet (avec auteur) de ce taxon est Hemibos Falconer, 1865,.